# Cornelis Ballader
Cornelis Ballader er en opsamlings-CD fra 2000 med indspilninger af Cornelis Vreeswijk. Indspilningerne er foretaget mellem 1972 og 1978. CD'en er udgivet af Universal Music.

## Numre
- Märk hur vår skugga, epistel nr 81 (Carl Michael Bellman)
- Till Linnéa via Leonard Cohen (Vreeswijk)
- Marcuses skog (Vreeswijk)
- Felicia pratar (Vreeswijk)
- Klagovisa till Felicia (Vreeswijk)
- Visa till dig (Jan Ero Olsen/Vreeswijk)
- Fredrik Åkares morgonpsalm (Vreeswijk)
- Till en nymf (Vreeswijk)
- Felicias sonett (Vreeswijk)
- Felicia adjö (Vreeswijk)
- Nancy (Leonard Cohen, svensk tekst af Vreeswijk)
- En visa till Veronica (Vreeswijk)
- Leka med elden (Vreeswijk)
- Ofelia plockar krasse (Vreeswijk)
- Staffan var en stalledräng (Kjell Andersson/Lars Forssell)
- En fattig trubadur (Alvar Kraft/Arne Pärson)